# Caras
Carasul (Carrassius gibelio) (plural: carași) este cel mai cunoscut și răspândit pește de apă dulce din România. El face parte din clasa Actinopterygii,  ordinul Cypriniformes, familia Cyprinidae. Carasul este originar din Asia de Nord, de unde s-a răspândit în toată China ca pește ornamental, iar mai apoi în întreaga lume. Dimensiunile obișnuite ale carasului sunt de 10-15 cm, iar greutatea lui poate varia de la 80-150 de grame, la 1,5-2 kg, în mod excepțional.
În unele cazuri pot avea chiar și peste 30 de cm.

## Caracteristici generale
- Colorația solzilor lui depinde de apa în care trăiește. În apele mâloase solzii lui bat spre culoarea neagră, în apele bogate în vegetație bate spre verde, iar în cele limpezi culoarea carasului este auriu-maronie. Forma capului este asemănătoare cu cea a crapului, lipsindu-i însă mustățile, iar forma gurii este obtuză, cu buze subțiri.

- Carasul poate trăi în ape foarte sărace în oxigen, între niște limite ale PH-ului, pe care puțini pești le suportă. Este un pește care rezistă și scos din apă, mai multe ore, mai ales dacă este învelit într-o cârpă udă, deoarece nu i se usucă solzii. Se hrănește cu larve, crustacee, vegetație, moluște, icre etc.

- Reproducerea se realizează primăvara când apa atinge temperaturi de 8-10 grade. Depunerea icrelor durează până la sfârșitul verii. La această specie toate exemplarele de peste 2-3 ani sunt femele, deoarece masculii, după această perioadă suferă de fenomenul numit ginogeneză, adică transformarea lor în femele.

## Pescuitul carasului
- Carasul poate fi pescuit în aproape toate stilurile, însă specialiștii recomandă pescuitul la plută. Momelile folosite la pescuitul carasului sunt: râmele, preferabil de gunoi, viermuși albi sau roșii, pâinea, iar pentru carasul mare, porumb boabe sau boilies mic.